# Plumssattel
Der Plumssattel (1669 m ü. A.) bildet den niedrigsten Übergang zwischen dem Rißtal im Westen und dem Achental im Osten. Er ist auch der einzige als Forstweg ausgebaute Übergang und trennt das Vorkarwendel mit der Montscheinspitze im Norden von der Sonnjochgruppe im Hauptkarwendel im Süden.

## Tourenmöglichkeiten
Der Sattel bildet den Knotenpunkt für zahlreiche Touren vom Achensee oder Risstal zur Montscheinspitze oder Bettlerkarspitze und ist auch bei Mountain-Bikern beliebt. Nur wenig westlich unterhalb des Sattels befindet sich die saisonabhängig bewirtschaftete Plumsjochhütte. 